# Yōjirō Takita
Yōjirō Takita (jap. 滝田 洋二郎, Takita Yōjirō; * 4. Dezember 1955 in Fukuoka (heute: Takaoka), Präfektur Toyama) ist ein japanischer Filmregisseur und Drehbuchautor. Seit Beginn der 1980er-Jahre war er in verschiedenen Genres tätig und hat bei über 40 Filmen Regie geführt, darunter das Oscar-prämierte Drama Nokan – Die Kunst des Ausklangs (2008).

## Biografie
Seine Filmkarriere begann Yōjirō Takita, der unter anderem von Akira Kurosawas Die sieben Samurai beeinflusst wurde, 1974 als Regieassistent. Ähnlich wie seine Kollegen Kiyoshi Kurosawa und Masayuki Suo machte er sich zu Anfang einen Namen mit Filmen des Pink-Eiga-Genres. 1981 legte er mit Chikan onna kyōshi (1981) sein Regiedebüt vor und zeigte sich für eine populäre Reihe von Erotikkomödien verantwortlich. 1986 folgte mit der schwarzen Komödie Komikku zasshi nanka iranai! (englischsprachiger Titel: Comic Magazine) sein erster reiner Spielfilm. Die Low-Budget-Produktion über einen sich selbst verachtenden Fernsehreporter wurde in die Reihe New Directors/New Films des Museum of Modern Art in New York aufgenommen und brachte dem Japaner Lob seitens amerikanischer Kritiker ein.
Takitas erster großer finanzieller Erfolg war die 1988 entstandene und in Asien sehr populäre Satire Kimurake no hitobito (The Yen Family) über eine geldgierige japanische Familie. Den Durchbruch als Filmregisseur in Japan ebnete ihm Mitte der 1990er-Jahre der Film Bokura wa minna ikiteiru (1993, Made in Japan). Die Tragikomödie handelt von einem japanischen Geschäftsmann (gespielt von Hiroyuki Sanada), der mit drei Kollegen in ein armseliges, vom Krieg verwüstetes Dritte-Welt-Land in Südasien reist. Bokura wa minna ikiteiru brachte Takita den Regiepreis bei den japanischen Blue Ribbon Awards und seiner ersten Nominierung für den Japanese Academy Award ein, woraufhin ein Jahr später der ähnlich angelegte Spielfilm Nettai rakuen kurabu (1994, The Tropical People) folgte. 
Zwei weitere Male sollte der Regisseur für Japans wichtigsten Filmpreis nominiert werden: 2002 für den in der Heian-Zeit angesiedelten Fantasyfilm Ommyōji (2001, The Yin-Yang Master) und 2004 für den Historienfilm Mibu gishiden (2003, When the Last Sword Is Drawn). Letztgenanntes Drama, eine Verfilmung von Jirō Asadas hochgelobten Roman über einen der bekanntesten und in Japan beliebtesten Samurai-Clans, den „Wölfen von Mibu“, wurde 2004 zum besten Film des Jahres gewählt. Takitas 1999 veröffentlichter Film Himitsu (Secret) über eine Ehefrau und Mutter, die im Körper ihrer Tochter wiedergeboren wird, wurde 2007 von Vincent Perez mit David Duchovny und Lili Taylor in den Hauptrollen wiederverfilmt.
Seinen bisher größten Erfolg feierte der verheiratete Familienvater im Jahr 2008 mit Nokan – Die Kunst des Ausklangs (Okuribito) in dem er sich gemeinsam mit Drehbuchautor Kundo Koyama detailliert den japanischen Bestattungsriten annimmt. Das Drama handelt von einem arbeitslosen Cellospieler (gespielt von Masahiro Motoki), der mit seiner Ehefrau (Ryōko Hirosue) in sein kleines Heimatdorf zurückkehrt und dort zufällig Arbeit als Bestatter findet. Nokan – Die Kunst des Ausklangs wurde von Hauptdarsteller Motoki angeregt, der in seinen späten Zwanzigern durch ein Buch die japanischen Bestattungsriten kennengelernt hatte. Der Film fand aufgrund seines Themas in Zeiten der Finanzkrise erst 13 Monate nach seiner Fertigstellung einen Verleih in Japan, was nach Meinung von Regisseur und Hauptdarsteller den Erfolg des Films begründete. Seine Uraufführung feierte Nokan – Die Kunst des Ausklangs Ende August 2008 auf dem kanadischen World Film Festival, wo Takitas Regiearbeit mit dem Hauptpreis ausgezeichnet wurde. 2009 folgten vier Kinema-Jumpō-Preise, zehn Japanese Academy Awards und der Oscar in der Kategorie Bester fremdsprachiger Film, nachdem japanische Spielfilmproduktionen elfmal vergeblich um die Auszeichnung konkurriert hatten. 
Nokan – Die Kunst des Ausklangs avancierte zum erfolgreichsten Film Takitas und wurde noch acht Monate nach dem Start in japanischen Kinos gezeigt, wo die Produktion mehr als 60 Millionen US-Dollar einspielte. Takita erhielt daraufhin sowohl den Ehrenpreis der Bürger der Stadt Takaoka (高岡市民栄誉賞, Takaoka-shimin eiyo-shō), als auch den Ehrenpreis der Bürger der Präfektur Toyama (富山県民栄誉賞, Toyama-kemmin eiyo-shō).

## Filmografie (Auswahl)
- 1985: Momoiro shintai kensa (桃色身体検査, engl. Pink Physical)
- 1986: Komikku zasshi nanka iranai! (コミック雑誌なんかいらない！, engl. Comic Magazine)
- 1988: Kimurake no hitobito (木村家の人々, engl. The Yen Family)
- 1990: Byōin e ikō (病院へ行こう, engl.  Let’s Go to the Hospital)
- 1993: Bokura wa minna ikiteiru (僕らはみんな生きている, engl. Made in Japan / We Are Not Alone)
- 1993: Nemuranai machi: Shinjuku same (眠らない街　新宿, engl. The City That Never Sleeps: Shinjuku Shark)
- 1994: Nettai rakuen kurabu (熱帯楽園倶楽部, engl. The Tropical People)
- 1999: O-juken  (お受験, engl. The Exam)
- 1999: Himitsu (秘密, engl. Secret)
- 2001: The Yin-Yang Master (陰陽師, Ommyōji, engl. The Yin-Yang Master)
- 2003: The Last Sword - Die Wölfe von Mibu (壬生義士伝, Mibu gishiden, engl. When the Last Sword Is Drawn)
- 2005: Ashura (阿修羅城の瞳, Ashura-jō no hitomi, engl. Ashura)
- 2006: Batterī (バッテリー, engl. The Battery)
- 2008: Nokan – Die Kunst des Ausklangs (おくりびと, Okuribito, engl. Departures)
- 2009: Tsurikichi Sampei (釣りキチ三平, engl. Sanpei the Fisher Boy)

## Auszeichnungen
| Jahr | Veranstaltung                                        | Kategorie                                                                                              |
| ---- | ---------------------------------------------------- | --- |
| 1986 | Hochi Film Award                                     | Bester Film für Komikku zasshi nanka iranai!                                                           |
| 1994 | Japanese Academy Award                               | nominiert in der Kategorie Beste Regie für Bokura wa minna ikiteiru und Nemuranai machi: Shinjuku same |
| 1994 | Blue Ribbon Award                                    | Beste Regie für Bokura wa minna ikiteiru                                                               |
| 2000 | Sitges Festival Internacional de Cinema de Catalunya | nominiert in der Kategorie Bester Film für Himitsu                                                     |
| 2002 | Japanese Academy Award                               | nominiert in der Kategorie Beste Regie für Ommyōji                                                     |
| 2003 | Neuchâtel International Fantastic Film Festival      | Narcisse-Preis für den besten internationalen Film für Ommyōji                                         |
| 2004 | Japanese Academy Award                               | nominiert in der Kategorie Beste Regie für Mibu gishiden                                               |
| 2008 | Hawaii International Film Festival                   | Publikumspreis für Nokan – Die Kunst des Ausklangs                                                     |
| 2008 | World Film Festival                                  | Grand Prix des Amériques für Nokan – Die Kunst des Ausklangs                                           |
| 2008 | Nikkan Sports Film Award                             | Beste Regie für Nokan – Die Kunst des Ausklangs                                                        |
| 2009 | Japanese Academy Award                               | Beste Regie für Nokan – Die Kunst des Ausklangs                                                        |
| 2009 | Kinema-Jumpō-Preis                                   | Bester Film und Beste Regie für Nokan – Die Kunst des Ausklangs                                        |
| 2009 | Palm Springs International Film Festival             | Publikumspreis für Nokan – Die Kunst des Ausklangs                                                     |
| 2009 | Udine Far East Film Festival                         | Publikumspreis für Nokan – Die Kunst des Ausklangs                                                     |
| 2009 | Wisconsin Film Festival                              | Publikumspreis für Nokan – Die Kunst des Ausklangs                                                     |
| 2009 | Yokohama Film Festival                               | Bester Film und Beste Regie für Nokan – Die Kunst des Ausklangs                                        |
| 2010 | Robert                                               | nominiert in der Kategorie Bester nicht-amerikanischer Film für Nokan – Die Kunst des Ausklangs        |